# Science-Fiction-Jahr 1857
Übersicht

◄◄ | ◄ | 1853 | 1854 | 1855 | 1856 | Science-Fiction-Jahr 1857 | 1858 | 1859 | 1860 | 1861 | ► | ►►

Weitere Ereignisse

## Geboren
- Albert Daiber († 1928)
- Carola von Eynatten († 1917)
- Wolfgang Kirchbach († 1906)
- Konstantin Eduardowitsch Ziolkowski († 1935)